# 파커 영
파커 영(Parker Young, 1988년 8월 16일 ~ )은 미국의 배우이다.

## 출연 작품
- 임포스터즈 (2017)
- 더 보스 (2016)
- 포스 맨 아웃 (2015)
- 애니멀(영어판) (2014)
- 섹스 에드 (2014)
- 인리스티드 (2013)